# Acrolophus pholeter
Acrolophus pholeter är en fjärilsart som beskrevs av Davis 1988. Acrolophus pholeter ingår i släktet Acrolophus och familjen Acrolophidae. Inga underarter finns listade i Catalogue of Life.